# Сорокіна Наталія Володимирівна
Сорокіна Наталія Володимирівна, до шлюбу Гусєва (12 вересня 1982, Тихвин, Ленінградська область, РРФСР, СРСР ) — російська біатлоністка, бронзова  призерка чемпіонату світу з біатлону 2007 року, багаторазова переможниця та призерка етапів кубка світу з біатлону.

## Кар'єра в Кубку світу
- Дебют в Кубку світу — 7 січня 2004 року в спринті в Поклюці — 52 місце.
- Перше попадання в залікову зону — 16 січня 2004 року в спринті в Рупольдинзі — 30 місце.
- Перше попадання на подіум — 23 січня 2004 року в спринті в Антхольці — 1 місце.
- Перша перемога — 23 січня 2004 року в спринті в Антхольці — 1 місце.

## Виступи на Олімпійських іграх
| Рік  | Міце проведення | Інд | Спр | Пр | МС | Ест |
| 2006 | Турин           |     |     |    | 24 |     |

## Виступи на чемпіонатах світу
| Рік  | Міце проведення | Інд | Спр | Пр | МС | Ест | ЗМ |
| 2004 | Обергоф         |     | 17  | 10 | 7  |     |    |
| 2006 | Поклюка         |     |     |    |    | 16  |    |
| 2007 | Антхольц        |     | 3   | 4  | 4  | 7   |    |
| 2008 | Естерсунд       |     | 25  | 30 |    |     |    |
| 2011 | Ханти-Мансійськ | 14  |     |    |    |     |    |

## Загальний залік в Кубку світу
- 2003—2004 — 24-е місце (250 очок)
- 2004—2005 — 25-е місце (234 очки)
- 2005—2006 — 21-е місце (264 очки)
- 2006—2007 — 32-е місце (164 очки)
- 2007—2008 — 30-е місце (170 очок)
- 2010—2011 — 31-е місце (259 очок)

## Статистика стрільби
| № п/п | Сезон     | Загальна        | Індивідуальна гонка | Спринт        | Гонка переслідування | Мас-старт      | Естафета      |
| ----- | --------- | --------------- | ------------------- | ------------- | -------------------- | -------------- | ------------- |
| 1     | 2005-2006 | 80,7% (301/373) | 72,5% (29/40)       | 80,0% (64/80) | 82,9% (116/140)      | 82,0% (82/100) | 76,9% (10/13) |
| 2     | 2006-2007 | 80,8% (252/312) | 77,5% (31/40)       | 75,7% (53/70) | 87,0% (87/100)       | 85,0% (34/40)  | 75,8% (47/62) |
| 3     | 2007-2008 | 85,2% (294/345) | 82,5% (33/40)       | 85,6% (77/90) | 85,8% (103/120)      | 85,0% (51/60)  | 85,7% (30/35) |
| 4     | 2010-2011 | 83,9% (230/274) | 80,0% (48/60)       | 90,0% (63/70) | 78,8% (63/80)        | 90,0% (36/40)  | 83,3% (20/24) |

## Виноски
1. ↑  В дужках наведена кількість влучних пострілів та загальна кількість пострілів. В статистиці стрільби рахуються постріли, які здійснив біатлоніст на етапах кубка світу та чемпіонаті світу